# Siegmund Lubin
Pour les articles homonymes, voir Lubin.
Siegmund Lubszynski, connu sous le diminutif Siegmund Lubin (né le 20 avril 1851 à Breslau et mort le 11 septembre 1923  à Ventnor City dans le New Jersey) est un producteur de cinéma et un homme d'affaires américain, pionnier du cinéma.

## Biographie
Siegmund Lubszynski naît dans une famille juive allemande. Il émigre aux États-Unis en 1876 où il ouvre un magasin d'optique dans la ville de Philadelphie. Il achète la caméra de Charles Jenkins et tourne plusieurs films dans la ville. Il construit ensuite ses propres appareils, fonde la Lubin Manufacturing Company en 1903 et ouvre les premières salles de cinéma de Philadelphie.

## Filmographie partielle

### Comme réalisateur
- 1903 : Uncle Tom's Cabin
- 1904 : The Great Train Robbery
- 1906 : Thrilling Detective Story
- 1909 : The Yiddisher Boy
- 1914 : A Trip to the Moon

### Comme producteur
- 1897 : Unveiling of the Washington Monument
- 1899 : How Would You Like to Be the Ice Man?
- 1899 : Christmas Morning
- 1900 : New Life Rescue
- 1901 : Fun at a Children's Party
- 1901 : Panorama of the Exposition, No. 1
- 1901 : Panorama of the Exposition, No. 2
- 1911 : Alice's Sacrifice
- 1911 : His Birthday de Joseph A. Golden
- 1911 : A Lucky Chance
- 1914 : The Kidnapped Bride de Frank Griffin
- 1914 : A Fool There Was de Frank Griffin